# Clusiodes caledonicus
Clusiodes caledonicus är en tvåvingeart som beskrevs av Collin 1912. Clusiodes caledonicus ingår i släktet Clusiodes och familjen träflugor. Arten är reproducerande i Sverige. Inga underarter finns listade i Catalogue of Life.